# Верес Олена Іванівна
Олена Іванівна Ве́рес (29 квітня 1962, Обуховичі — 10 липня 2009) — українська майстриня перебірного ткацтва; членкиня Спілки радянських художників України з 1989 року.

## Біографія
Народилася 29 квітня 1962 року в селі Обуховичах (нині Вишгородський район Київської області, Україна) в ткацькій династії. Дочка майстрині ткацтва Ганни, сестра Валентини Верес, онука Марії Пособчук.
1987 року закінчила Львівський інститут прикладного та декоративного мистецтва. Дипломна робота — декоративні тканини за народними мотивами (керівник Олег Мінько, оцінка — добре).
Мешкала в Києві в будинку на провулку Бастіонному, № 9, квартира № 15. Померла 10 липня 2009 року.

## Творчість
Працювала в галузі художнього ткацтва. Серед робіт:
- цикли «Сонечко» (1976; Національний музей народної архітектури та побуту України), «Червона калина» (1994; Музей афганців)[3];
- декоративні рушники «Вишневі візерунки» (1979), «Забіліли сніги», «Мамина пісня» (обидва — 1992), «Поліські наспіви», «Білим цвітом зацвіла червона калина», «Ритми весняної ниви» (усі — 1994).

Брала учать у республіканських художніх виставках з 1974 року. Персональні виставки відбулися у Києві у 1974, 1994 роках.
Крім вище згаданих музеїв, окремі роботи майстрині зберігаються в Канівському музеї народного та декоративного мистецтва, Шевченківському національному заповіднику, Національному музеї Тараса Шевченка, Національному музеї історії України, Іванківському історико-краєзнавчому музеї, Музеї ткацтва в селі Обуховичах, Запорізькому художньому музеї.